# Draper (ofici)
|  | No s'ha de confondre amb l'ofici recollir i reciclar materials de rebuig que s'anomena drapaire.. |

Un draper era un menestral que tenia com a ofici fabricar draps o teles de tota mena i qualitat especialment per vendre'ls. A la baixa edat mitjana, en trobem a les principals ciutats: Barcelona, Girona, Lleida, Puigcerdà, etc.